# Mulilla
Se llama mulilla a una especie de calzado llamado por los latinos muleus por los muleos o muléolos que se servían de él. 
El que usaban los romanos era de color rojo en forma de una S puntiagudo y vuelta la punta hacia el empeine, y por el talón subían hasta la mitad de la pierna a modo de borceguís o medias botas. 
Usaron de este calzado durante los días de ceremonia los reyes de Albania y después los de Roma y los principales magistrados de la República y los emperadores. Su uso se extendió también a las mujeres y luego, lo utilizaron los Papas y a sus legados a latere como insignia recibida de los emperadores. 